# Фёдоровка (Быковский район)
Фёдоровка — посёлок в Быковском районе Волгоградской области России, входит в Солдатско-Степновского сельского поселения.

## География
Посёлок расположен в Заволжье в 6 километрах севернее села Солдатско-Степное.
В 2002 году в посёлке проживало около 120 человек.
В окрестностях посёлка — бахчи.

## Инфраструктура
В посёлке есть школа. Обслуживается отделением почтовой связи 404082, расположенным в Солдатско-Степном.

## История
Архивные данные позволяют установить, что Фёдоровка принадлежала Солдатско-Степновскому сельскому совету в составе Быковского района как минимум с момента вхождения сельсовета в состав района (данные 1939 — как хутор, 1949, 1955 годов).
Указом Президиума Верховного Совета РСФСР от 01 февраля 1963 года в Волгоградской области было произведено укрупнение районов, в результате которого Быковский район был ликвидирован с передачей его территории в состав Николаевского района.
На основании решения Волгоградского облисполкома от 18 января 1965 года № 2/35 и Указа Президиума Верховного Совета РСФСР от 12 января 1965 года в Волгоградской области вновь был образован Быковский район за счёт разукрупнения Николаевского и Среднеахтубинского районов. В состав Быковского района был включён в том числе и Солдатско-Степновский сельский совет — из Николаевского района.
С этого момента Солдатско-Степновский сельский совет с входящим в него посёлком Фёдоровка продолжает находиться в составе Быковского района (данные 1968, 1988 годов).
C 2005 года Фёдоровка входит в Солдатско-Степновское сельское поселение.